# Automatyczny radiokompas
Automatyczny radiokompas - urządzenie pokładowe bliskiej nawigacji do wskazywania kierunku położenia pracującej radiostacji w stosunku do osi podłużnej samolotu. 
Urządzenie jest wykorzystywane do nawigacji samolotu po trasie zbliżania i podejścia do lądowania oraz innych obliczeń nawigatorskich i bombardierskich.